# Ulica Kanonia we Wrocławiu

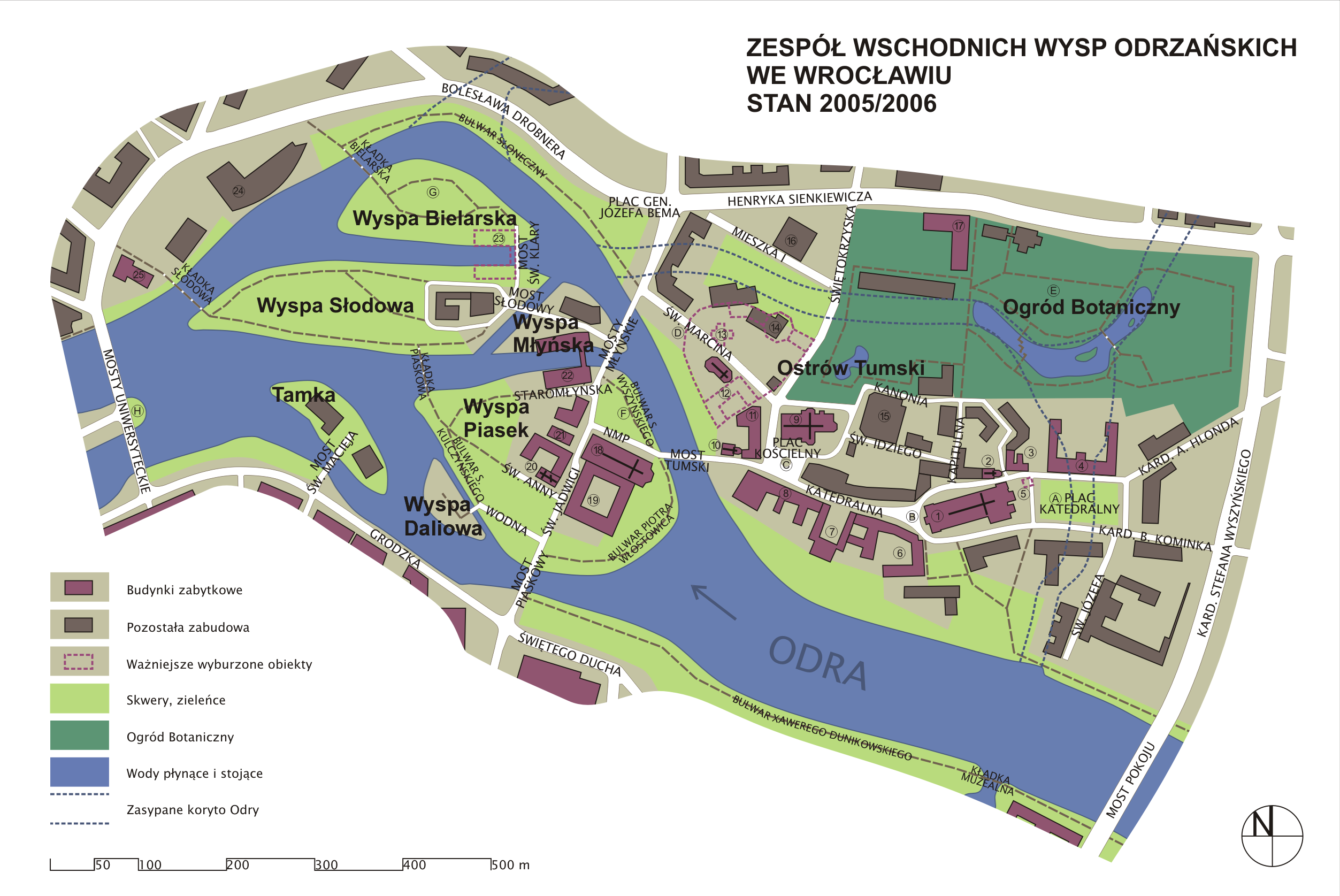
Zespół wschodnich wysp wrocławskich.

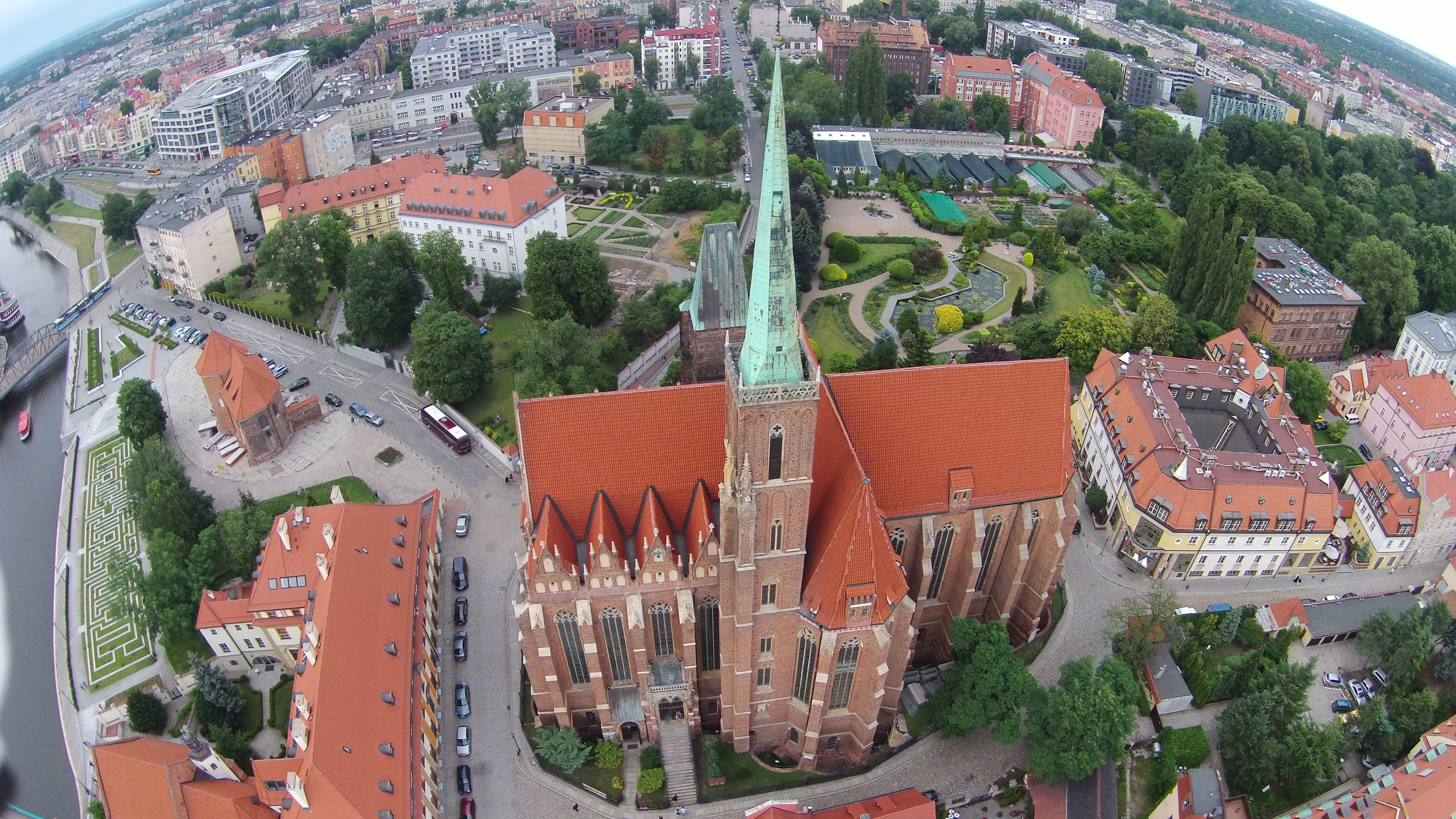
Plac Kościelny, pensjonat, Ogród Botaniczny.

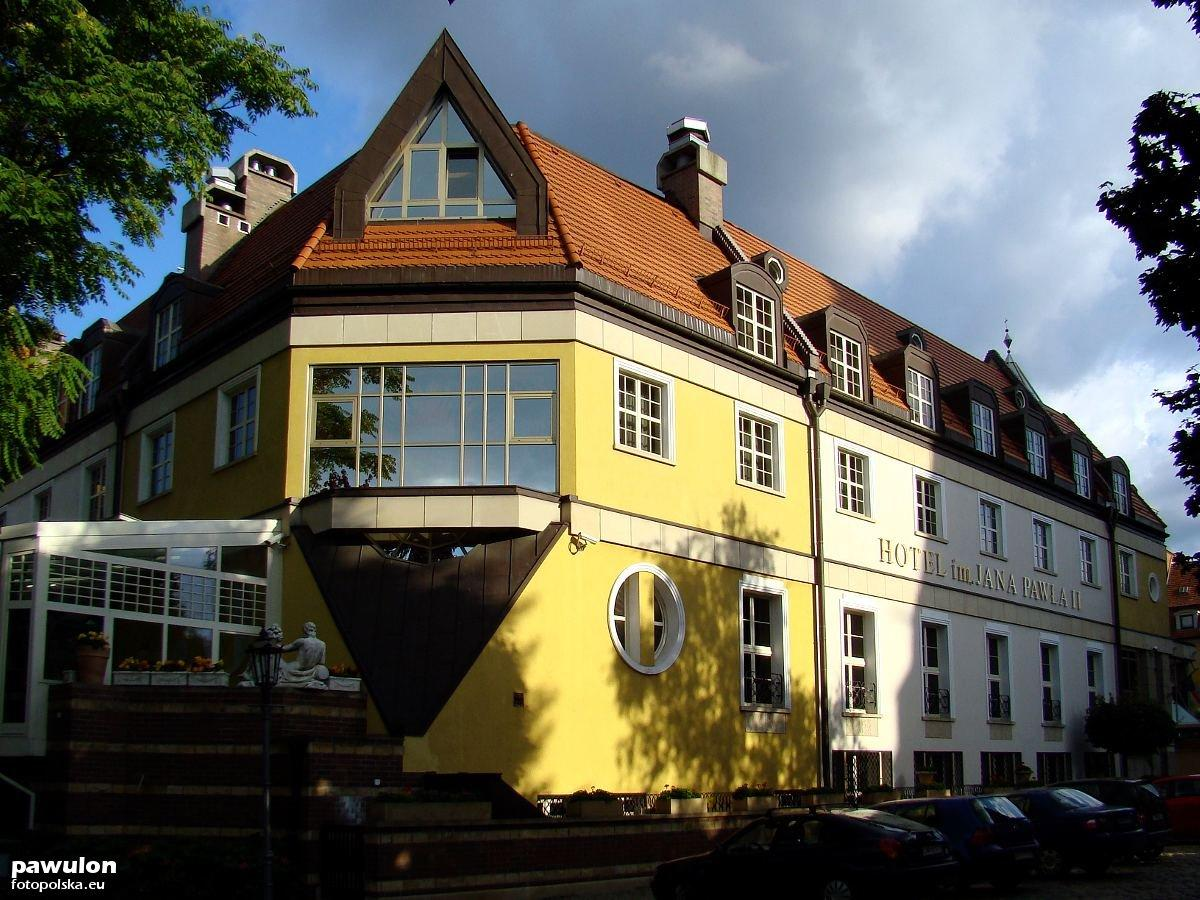
Pensjonat JP II.

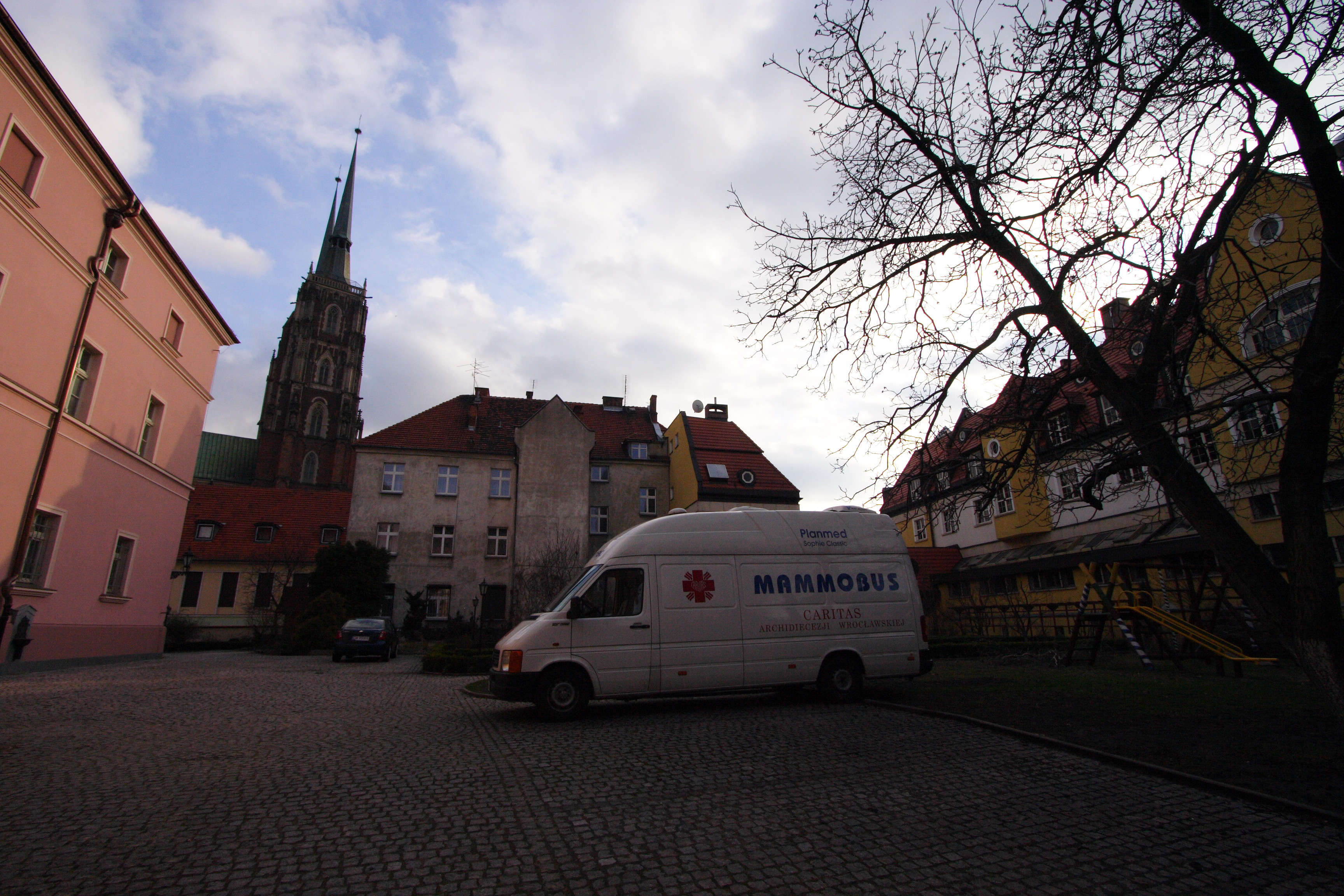
Dziedziniec pomiędzy Pensjonatem JP II a ul. Kapitulna 4.

Ulica Kanonia (Kleine Domstrasse, Göppertstrasse) – ulica położona we Wrocławiu na Ostrowie Tumskim, na osiedlu Stare Miasto  (obręb ewidencyjny Plac Grunwaldzki), w dawnej dzielnicy Śródmieście. Łączy plac Kościelny od kolegiaty Świętego Krzyża z placem Katedralnym, przy którym południową pierzeję stanowi archikatedra św. Jana Chrzciciela.

## Historia
Historia obszaru, przez który przebiega ulica Kanonia, nierozerwalnie związana jest z historią katedry wrocławskiej, oraz towarzyszącej jej zabudowie, której geneza sięga 1000 roku, a która położona była we wschodnim krańcu grodu na Ostrowie Tumskim, a za nią przy ramieniu rzeki przebiegały fortyfikacje okalające gród.
Ulica została wytyczona w średniowieczu, natomiast obecne połączenia jej odcinków – południowego i równoleżnikowego – uzyskała około 1632 roku. W południowej części ulicy po jej wschodniej stronie znajdował się kościół Świętego Idziego, wybudowany w latach 20. XIII wieku na północ od katedry, oraz nieistniejące budynki domu kuratora oraz tzw. "karczmy mniejszej", natomiast po jej zachodniej stronie zlokalizowano Dom Kapituły Katedralnej z piwnicą świdnicką. W dalszej części ulicy biegnącej równoleżnikowo znajdowała się zabudowa gospodarcza oraz domu niższego duchowieństwa zarówno kapituły katedralnej jak i kapituły świętokrzyskiej. Po stronie północnej ulicy ukształtowana zabudowa nawiązywała do rozplanowania zabudowy kurii kanonicznych na terenie dawnego zamku. Obejmowała ona budynki drewniane lub szkieletowe, w której oficyny lokalizowano od frontu działki, natomiast murowane domy mieszkalne w jej głębi.
W 1769 roku wyburzono jedną z posesji w rejonie dzisiejszej ulicy Kapitulnej, a wiej miejscu umiejscowiono bramę forteczną. Bardzo istotne przekształcenia zabudowy przy ulicy nastąpiły natomiast w końcu XIX wieku, kiedy to większość budynków rozebrano i w ich miejscu wybudowane nowe obiekty. Wśród nich można wymienić:
- 1870-1875: kamienica i zespół warsztatów C. Buhla[1] (pracownia stolarska/malarska firmy Buhl&Pohs[11])
- 1888 r.: w części środkowej budynek Muzeum Botanicznego[1]
- 1889 r.: w części zachodniej Instytut Fizyki, którego ruiny rozebrano po II wojnie światowej[1][12]
- 1896 r.: Archiwum i Muzeum Diecezjalne wg projektu Josepha Ebersa[1].

Podczas oblężenia Wrocławia w 1945 roku większość budynków uległa znacznym zniszczeniom wojennym i została po zakończeniu wojny rozebrana. Zachowany został budynek Muzeum Botanicznego w pierzei północnej, natomiast nie odbudowano zachodniej jej części, a uzyskany teren przeznaczono na powiększenie Ogrodu Botanicznego. W pierzei południowej wybudowano nowe budynki w skali nawiązującej do skali zabudowy Ostrowa Tumskiego z XIX wieku w tym, w latach 2002-2004, budynek Pensjonatu Jana Pawła II przy skrzyżowaniu z placem Kościelnym. W 2010 roku budynek przy ulicy Kanonia 9 został bez stosownych zezwoleń wyburzony ze względu na zły stan techniczny, a następnie odbudowany w formie zbliżonej do pierwotnej .

## Nazwa
W swojej historii ulica nosiła następujące nazwy własne:
- bezimienna, do 1824[1]
- Kleine Domstrasse, od 1824 do 1900 roku[1]
- Göppertstrasse,  od 1888[16] do 1945 (w encyklopedii Wrocławia Harasimowicz błędnie podaje datę zmiany nazwy na rok 1900  (do 1945)[1])
- Kanonia, od 1945 roku[1][2].

Pierwsza z nazw ulicy Kleine Domstrasse nawiązywała do znajdującej się tu katedry, podobnie jak placu Katedralnego, Domplatz, połączonej z placem ulicy Katedralnej, pop. Domstrasse, a także całego Ostrowa Tumskiego – Dominsel i położonego w ciągu ulicy Katedralnej Mostu Tumskiego – Dombrücke. Dotyczyła ona wszystkich ulic położonych na północ od ulicy Katedralnej i placu Katedralnego do terenów obecnego Ogrodu Botanicznego. Dopiero w 1900 wydzielono z tej ulicy dwie odrębne ulice nadając im nowe nazwy – obecnie ulica Kapitulna i ulica Kanonia. Natomiast nawa Kleine Domstrasse została zachowana dla współczesnej ulicy Świętego Idziego, biegnącej od placu Kościelnego do ulicy Kapitulnej.
Kolejna nazwa ulicy Göppertstrasse upamiętniała Heinricha Roberta Göpperta, urodzonego 25.VIII.1800 r. w Szprotawie, zmarłego 18.V.1884 r. we Wrocławiu, botanika i dyrektora wrocławskiego ogrodu botanicznego w latach 1852-1884. Był on uważany za właściwego twórcę ogrodu z tamtego okresu.
Współczesna nazwa ulica Kanonia została nadana po zakończeniu II wojny światowej. Nie ma ona jednak bezpośredniego uzasadnienia w odniesieniu do znajdującej się tu zabudowy, bowiem przy ulicy nigdy nie było kurii kanonicznych lecz zabudowa służąca wspólnym potrzebom kapituł. Została ona nadana tej ulicy przez Zarząd Miejski Wrocławia w 1945 r. (okólnik nr 94 z 20.12.1945 r. w sprawie podania do wiadomości dalszych zmian nazw ulic na terenie miasta Wrocławia).

## Układ drogowy
Do ulicy przypisana jest droga gminna o długości 265 m. Przebieg ulicy jest nieregularny. Początkowo przy placu Kościelnym ulica biegnie w kierunku północnym, następnie w kierunku wschodnim, by dalej ponownie zmienić kierunek na południe i również w sposób nieregularny zmieniając kierunki swojego biegu pomiędzy zabudową połączyć się z placem Katedralnym.
Ulice i place łączące się z ulicą Kanonia:
- Plac Kościelny[5][25].
- Ulica Kapitulna[26]
- Plac Świętego Jana Chrzciciela[d][7][27]
- Plac Katedralny[5][28]

Współcześnie samą ulicę, jak i ulice powiązane, przeznaczono dla ruchu pieszego, z dopuszczeniem dojazdu do obiektów wyłącznie dla ich użytkowników, pojazdów specjalnych i dostawczych.

## Zabudowa i zagospodarowanie
W początku ulicy położony jest kościół Świętego Krzyża i Świętego Bartłomieja przy placu Kościelnym. Zachodnią pierzeję ulicy stanowi ogrodzenie Ogrodu Botanicznego, a wschodnią Pensjonat Jana Pawła II. Po zmianie kierunku przebiegu ulicy na wschodni, na północ od ulicy dalej rozpościera się teren ogrodu na południu zlokalizowany jest wyżej wymieniony pensjonat. Dalej przy skrzyżowaniu z ulicą Kapitulną północną pierzeję tworzy budynek dawnego Muzeum Botanicznego, a obecnie budynek administracyjny Instytutu Botaniki Uniwersytetu Wrocławskiego, a na południu położony jest budynek przylegający do dawnej kanonii dziekani katedralnej, w której współcześnie mieści się Dom Generalny Zgromadzenia Sióstr Bożego Serca Jezusa przy ulicy Kapitulnej 4. Za skrzyżowaniem po stronie północnej rozciąga się nadal obszar ogrodu, a po stronie południowej budynek pod numerem 9  i dalej po zmianie kierunku przebiegu ulicy po stronie zachodniej budynek pod numerem 11 stanowiący obiekt parafialny. Po stronie wschodniej posadowiony jest z kolei budynek dawnej Biblioteki Kapitulnej, wykorzystywany obecnie dla potrzeb Biblioteki, Archiwum i Muzeum Archidiecezjalnego. Za nimi znajduje się plac Świętego Jana Chrzciciela , a za nim na końcu ulicy po stronie zachodniej kościół św. Idziego, a po zachodniej dom kapituły katedralnej, oba obiekty już przy placu Katedralnym. Przed końcem ulicy pomiędzy wyżej wskazanymi budynkami znajduje się nad ulicą łuk (arkada), tzw. „Brama Kluskowa” (albo „Kluszczana”, niem. Klösseltor), której nazwa odnosi się do wieńczącego ten łuk detalu architektonicznego, będącego prawdopodobnie motywem roślinnym, który z legendy interpretowany jest jako kluska śląska. Oś widokową z ulicy zamyka budynek katedry.

## Ochrona i zabytki
Obszar, na którym położony jest ulica Kanonia, podlega ochronie w ramach zespołu urbanistycznego Ostrowa Tumskiego i wysp: Piaskowej, Bielarskiej, Słodowej i Tumskiej, wpisanego do rejestru zabytków pod nr rej.: 195 z 15.02.1962 r. oraz A/678/213 z 12.05.1967 r.. Inną formą ochrony tych obszarów jest ustanowienie historycznego centrum miasta, w nieco szerszym obszarowo zakresie niż wyżej wskazany zespół urbanistyczny, jako pomnik historii  . Również miejscowy plan zagospodarowania przestrzennego umieszcza ten obszar w strefie ścisłej ochrony konserwatorskiej i określa jako obszar o najwyższych wartościach krajobrazowych oraz reprezentacyjnych. Samo miasto włączyło ten obszar jako cenny i wymagający ochrony do Parku Kulturowego "Stare Miasto", który zakłada ochronę krajobrazu kulturowego oraz uporządkowanie, zachowanie i właściwe kształtowanie krajobrazu kulturowego i historycznego charakteru najstarszej części miasta . Ograniczeniom podlega również kształtowanie nawierzchni drogowych, gdyż w całym obszarze ulicy obowiązuje wykonywanie nawierzchni z kostki kamiennej lub klinkierowej w nawiązaniu do historycznych nawierzchni zabytkowych.
Przy ulicy i w najbliższym sąsiedztwie znajdują się następujące zabytki:
| nr              | obiekt | powstanie | nr rej.                                        | foto |
| --------------- | --- | --- | ---------------------------------------------- | ---- |
| Plac Kościelny  | | |                                                |      |
| 1               | Kolegiata św. Krzyża, obecnie kościół św. Krzyża (górny) i św. Bartłomieja (dolny) zamykający oś widokową w kierunku południowym                 | 1288, ok. 1320 – ok. 1385, 1484 (hełm wieży), XVII, I poł. XVIII, 1809, XIX i l. 20. XX (wnętrza); odbudowa l. 1946-1950, l. 1956-1957 (XII-XIV w.)                                                                                       | 7 z 26.11.1947 oraz A/5256/44 z dn. 25.01.1962 |      |
| Ulica Kanonia   | | |                                                |      |
| n.d.            | Ogród Botaniczny Uniwersytetu Wrocławskiego początkowo strona zachodnia, dalej strona północna ulicy                                             | zał. 1811 r., projekt 1857 r., lata 1883-1886, 1914 r., lata 1926-1928, 1929 r., odbudowa 1948 r. (1811 r.) | nr A/2374/2094 z 5.02.1974                     |      |
| 6/8             | Muzeum Botaniczne, obecnie budynek administracyjny Instytutu Botaniki Uniwersytetu Wrocławskiego pierzeja północna ulicy                         | 1888 r. (1886 r.) | A/1399/530/Wm z dn. 22.12.1993                 |      |
| 9               | budynek pierzeja południowa budynek przed jego niezgodnym z prawem wyburzeniem                                                                   | | ochrona w mpzp                                 |      |
| 11              | kanonia, obecnie budynek parafialny pierzeja południowa ulicy                                                                                    | ok. 1820 r., odbudowa 1977 r. | ewidencja gminna                               |      |
| 12-14           | budynek dawnej Biblioteki Kapitulnej, obecnie Biblioteka, Archiwum i Muzeum Archidiecezjalne pierzeja północna ulicy                             | 1896 r., 1903 r. (l. 1894-1895) | A/5851 z 29.11.2012                            |      |
| Plac Katedralny | | |                                                |      |
| 17              | dom kapituły katedralnej (miejsce obrad, skryptorium, biblioteka, archiwum), obecnie Muzeum i Archiwum Archidiecezjalne zachodnia pierzeja ulicy | lata 1519-1520, ok. 1527 r., przebudowa 1894 r., po 1945 r. (XV/XVI) | 92 z 29.03.1949 oraz 49 z 25.01.1962           |      |
| n.d.            | Kościół św. Idziego południowo-wschodnia pierzeja ulicy                                                                                          | przed 1228 r. (?), pocz. XVI w., 1603 r., 1633 r., 1759 r., odbudowa l. 1952-1953 r., lata 1969-1970 (1 poł. XIII, po 1953) | A/1301/28 z 26.11.1947 i z 25.10.1961          |      |
| n.d.            | Archikatedra św. Jana Chrzciciela zamykająca oś widokową w kierunku południowym                                                                  | wzmiankowana ok. 1000 r., lata 1149-1198, l. 1244-1272, XIV w., 1416 r., 1580 r., odbudowa w latach 1669-1671, przebudowa w latach 1671-1732, l 1873-1875., pocz. XX w., zniszczona 1945 r., odbudowa l. 1946-1951 (XIII-XIX w., po 1945) | A/5352/2 z 25.11.1947 oraz 42 z 26.10.1961     |      |

Oprócz wyżej wymienionej ochrony wprowadzono także ochronę ukształtowania posesji znajdujących się przy ulicy. Taką ochroną objęto ogród przy Bibliotece, Archiwum i Muzeum Archidiecezjalnym, a polega ona na zachowaniu istniejących elementów ogrodu takich jak osiowy układ jego kompozycji, sztuczne wzniesienie i rzeźby tu umieszczone, detale architektoniczne, zieleń wysoka oraz nakaz kształtowania ogrodzenia jako elewacji bloku urbanistycznego.
W obrębie posesji położonych przy ulicy i jej sąsiedztwie znajdują się także figury i rzeźby oraz inne obiekty szczególne, wskazane także do ochrony:
- Kanonia 12/14, Biblioteka, Archiwum i Muzeum Archidiecezjalne: rzeźba Najświętszej Marii Panny z dzieciątkiem[65][66]
- Kanonia 12/14, Biblioteka, Archiwum i Muzeum Archidiecezjalne: rzeźba Najświętszej Marii Panny ustawiona na sztucznym pagórku[57],